# María Antonieta Domínguez
María Antonieta Domínguez est une actrice et scénariste mexicaine de cinéma.

## Filmographie

### Comme actrice
- 1965 : Tajimara de Juan José Gurrola
- 1965 : En este pueblo no hay ladrones d'Alberto Isaac
- 1973 : La mansión de la locura de Juan López Moctezuma

### Comme scénariste
- 1977 : Cuartelazo d'Alberto Isaac